# Premis Darwin
Un premi Darwin és un premi irònic que pren el nom del creador de la teoria de l'evolució Charles Darwin. Es basa en el supòsit que la humanitat millora genèticament quan certes persones pateixen accidents, morts o esterilitzacions per un error absurd. El premi només es dona en aquelles històries que es poden demostrar que han passat de veritat.

## Requisits per guanyar el premi

### Impossibilitat de reproducció
- "El candidat ha d'estar mort o ha d'haver quedat estèril"

A vegades pot ser un motiu de disputa. Els candidats poder ser denegats per la seva edat o perquè aquella mort ja s'ha donat amb anterioritat.

### Excel·lència
- "Falta de sensatesa manifesta"

La imprudència del candidat ha de ser única i sensacional perquè el premi pretén ser graciós. Un gran nombre d'imprudències però a la mateixa vegada d'activitats comunes.

### Autoselecció
- "La causa de la mort ha de ser produïda per un mateix"

Per molt estúpida que sigui la mort d'una persona si es per un descuit d'una altra persona no compta, la mort ha de ser causa de la mateixa persona.

### Maduresa
- "La persona ha d'estar sana mentalment"

Aquella gent que té algun problema mental no pot ser guanyador del concurs encara que la seva mort sigui molt estúpida.

### Veracitat
- "El esdeveniments han de ser verificats"

No es pot presentar al concurs aquells casos en què no es pugui demostrar que la mort va ser d'aquella manera.